# همپای صاعقه
همپای صاعقه، کتابی تاریخی و شرحی مستند از نحوه تشکیل  لشکر ۲۷ محمد رسول‌الله که توسط انتشارات سوره مهر به چاپ رسیده‌است. نویسندگان این کتاب حسین بهزاد و گل‌علی بابایی، از رزمندگان لشکر ۲۷ محمد رسول‌الله بوده‌اند. این کتاب بارها تجدید چاپ شده است.

## موضوع
این کتاب، کارنامه‌ای مستند و تاریخی دربارهٔ مراحل آغازین تأسیس تیپ نظامی محمد رسول‌الله است که منجر به شکل‌گیری این لشکر شد.
تحلیلگران در مقدمه، نوشتار این کتاب را در ۵ موضوع خلاصه نموده‌اند:
1. نگاهی گذرا به حوادث و اتفاقات ایران در سال نخست جنگ ایران و عراق
2. تغییر استراتژی دفاعی قوای ایران و اتخاذ تاکتیک‌ها و تجدید سازمان رزم مدافعان ایران در پایان سال اول جنگ تحمیلی
3. عملیات کوهستانی تیپ محمد رسول‌الله در کردستان
4. نحوه تشکیل تیپ ۲۷ محمد رسول‌الله در بهمن ۱۳۶۰
5. بازنگری مفصل عملکرد تیپ ۲۷ از ابتدای تأسیس، شرکت در عملیات فتح المبین و بیت المقدس تا اعزام نیروی محمد رسول‌الله به سوریه و بازگشت به تهران در تابستان سال ۱۳۶۱.

در تألیف این کتاب، تحقیقات گسترده و متمرکزی انجام گرفته که، گردآوری، دسته‌بندی، ضبط و برگزیدن نوشتاری از ۵۳۰۰ دقیقه نوار صوتی و مکالمات بی‌سیم و نشست‌ها و مذاکرات رده‌های گوناگون عملیاتی، نمونه‌هایی از آن بوده است. تفاوت اصلی «همپای صاعقه» با سایر کتاب‌های مشابه که به صورت مستند نوشته شده‌اند در این است که، شهیدان و رزمندگان به جای نویسنده داستان جنگ را روایت می‌کنند.

## دیباچه
پیشگفتار
- فصل یکم: جنگ در سال نخست
- فصل دوم: نبرد محمد رسول‌الله (ص)
- فصل سوم: تیپ ۲۷
- فصل چهارم: شناسایی
- فصل پنجم: نبرد فتح
- فصل ششم: از دشت عباس تا سایت‌ها
- فصل هفتم: برقازه
- فصل هشتم: پیش از توفان
- فصل نهم: آغاز نبرد الی بیت‌المقدس
- فصل دهم: مصاف در دژهای مرزی
- فصل یازدهم: به سوی خرمشهر
- فصل دوازدهم: پایان راه؛ پیکار در شلمچه و خین
- فصل سیزدهم: سپاه محمّد (ص) می‌آید
- فصل آخر: نقش‌آفرینان
- اسناد و عکس‌ها
- فهرست منابع و مآخذ

## تقریظ سید علی خامنه‌ای
سید علی خامنه‌ای رهبر ایران پس از مطالعه ویراست دوم این کتاب در سال ۱۳۸۶ ضمن تمجید، تقریظی بر این کتاب نوشت: «این یک کتاب منبع بسیار غنی و ارزشمند است که از آن می‌توان ده‌ها کتاب و فیلمنامه و زندگینامه استخراج کرد. لحظات و حالات ثبت‌شده در سراسر این کتاب، همان ظرافت‌های حیرت‌انگیزی است که از مجموع آن، تابلوی پرشکوه و باعظمت عملیاتی چون فتح‌المبین و بیت‌المقدس پدید آمده و برترین‌های هنر جهاد و ایثار و شجاعت و ابتکار را در مجموعه نمایشگاه بی‌نظیر هنرهای انقلاب اسلامی، نشان می‌دهد... در روز و شب‌هایی از آبان و آذر ۸۶ صفحه به صفحه و سطر به سطر مطالعه و نیوشیده شد.»

## جوایز
چاپ اول کتاب «همپای صاعقه» در آذر ماه ۱۳۷۹ بود و سال بعد در بهمن ۱۳۸۰ به عنوان اثر برگزیده ششمین جشنواره انتخاب بهترین کتاب دفاع مقدس در رشته پژوهش انتخاب گردید.

## افراد شاخص در کتاب
در کتاب «همپایه صاعقه» به نام اشخاص مهمی در سمت‌های مهم فرماندهی و مسئول عملیاتی اشاره شده است و این کتاب امروزه مرجع مهمی برای چگونگی ایفای نقش و فعالیت‌های این افراد در زمان جنگ ایران و عراق است:
- احمد متوسلیان، فرمانده لشکر ۲۷ محمد رسول‌الله
- علی صیاد شیرازی، از فرماندهان ارتش جمهوری اسلامی ایران
- محمدابراهیم همت، از فرماندهان سپاه پاسداران انقلاب اسلامی ایران
- محمد بروجردی، از فرماندهان سپاه پاسداران ایران
- حسن باقری، قائم‌مقام فرمانده نیروی زمینی سپاه پاسداران ایران
- علیرضا موحد دانش، از فرماندهان سپاه پاسداران ایران
- عباس کریمی، از فرماندهان سپاه پاسداران ایران
- حسین قجه‌ای، از فرماندهان لشکر ۲۷ محمد رسول‌الله
- محمود شهبازی، جانشین فرمانده لشکر ۲۷ محمد رسول‌الله
- محسن وزوایی، فرمانده گردان حبیب بن مظاهر از تیپ محمد رسول‌الله
- تقی رستگار مقدم، مسئول آموزش و تاکتیک لشکر ۲۷ محمد رسول‌الله
- سید محسن موسوی، کاردار سفارت ایران در لبنان
- کاظم اخوان، خبرنگار و عکاس خبرگزاری ایرنا
- هوشنگ عطاریان، از فرماندهان نیروی زمینی ارتش ایران

تمامی این افراد کشته شده‌اند یا جزو ۴ نفر ربوده شدگان ایرانی در لبنان هستند.